# Billy Konchellah
William Konchellah, detto Billy (Kilgoris, 20 ottobre 1961), è un ex mezzofondista keniota, specializzato negli 800 metri piani, disciplina di cui è stato due volte campione mondiale.
È il padre di Yusuf Saad Kamel, mezzofondista keniota naturalizzato bahreinita, campione mondiale dei 1500 metri piani a Berlino 2009.

## Carriera
Agli inizi della sua carriera veniva chiamato nei meeting per fare da lepre, come a Firenze nel 1981, quando mantenne alto il ritmo iniziale per Sebastian Coe, passando al primo giro in 49"6 e consentendo al britannico di battere il suo stesso record conseguito due anni prima di sei decimi di secondo, fermando il cronometro a 1'41"73, primato che resistette per 16 anni.
Alle Olimpiadi del 1984 finì a un passo dal podio, giungendo quarto col tempo di 1'44"03, mentre dovette saltare per problemi di asma le due successive olimpiadi del 1988 e del 1992. Nel 1987 vinse la gara degli 800 metri ai campionati del mondo di Roma, con un tempo, 1'43"06, che rimarrà record dei campionati fino al 2019. Quattro anni più tardi Koncellah si ripete; stavolta non sembrava potesse riuscire a vincere, essendo rimasto per quasi tutta la gara a centro gruppo, tuttavia nel rettilineo finale, con una eccezionale progressione passò prima Paul Ereng e a pochi metri dal traguardo il favorito della vigilia, il brasiliano José Luíz Barbosa, vincendo il suo secondo oro mondiale col tempo di 1'43"99. 

## Palmarès
| Anno | Manifestazione      | Sede        | Evento      | Risultato | Prestazione | Note                  |
| ---- | ------------------- | ----------- | ----------- | --------- | ----------- | --------------------- |
| 1979 | Campionati africani | Dakar       | 400 m piani | Bronzo    | 46"28       |                       |
| 1984 | Giochi olimpici     | Los Angeles | 800 m piani | 4º        | 1'44"03     |                       |
| 1987 | Giochi panafricani  | Nairobi     | 800 m piani | Oro       | 1'45"99     |                       |
| 1987 | Mondiali            | Roma        | 800 m piani | Oro       | 1'43"06     | Record dei campionati |
| 1991 | Mondiali            | Tokyo       | 800 m piani | Oro       | 1'43"99     |                       |
| 1993 | Mondiali            | Stoccarda   | 800 m piani | Bronzo    | 1'44"89     |                       |